# Р158 (Росія)

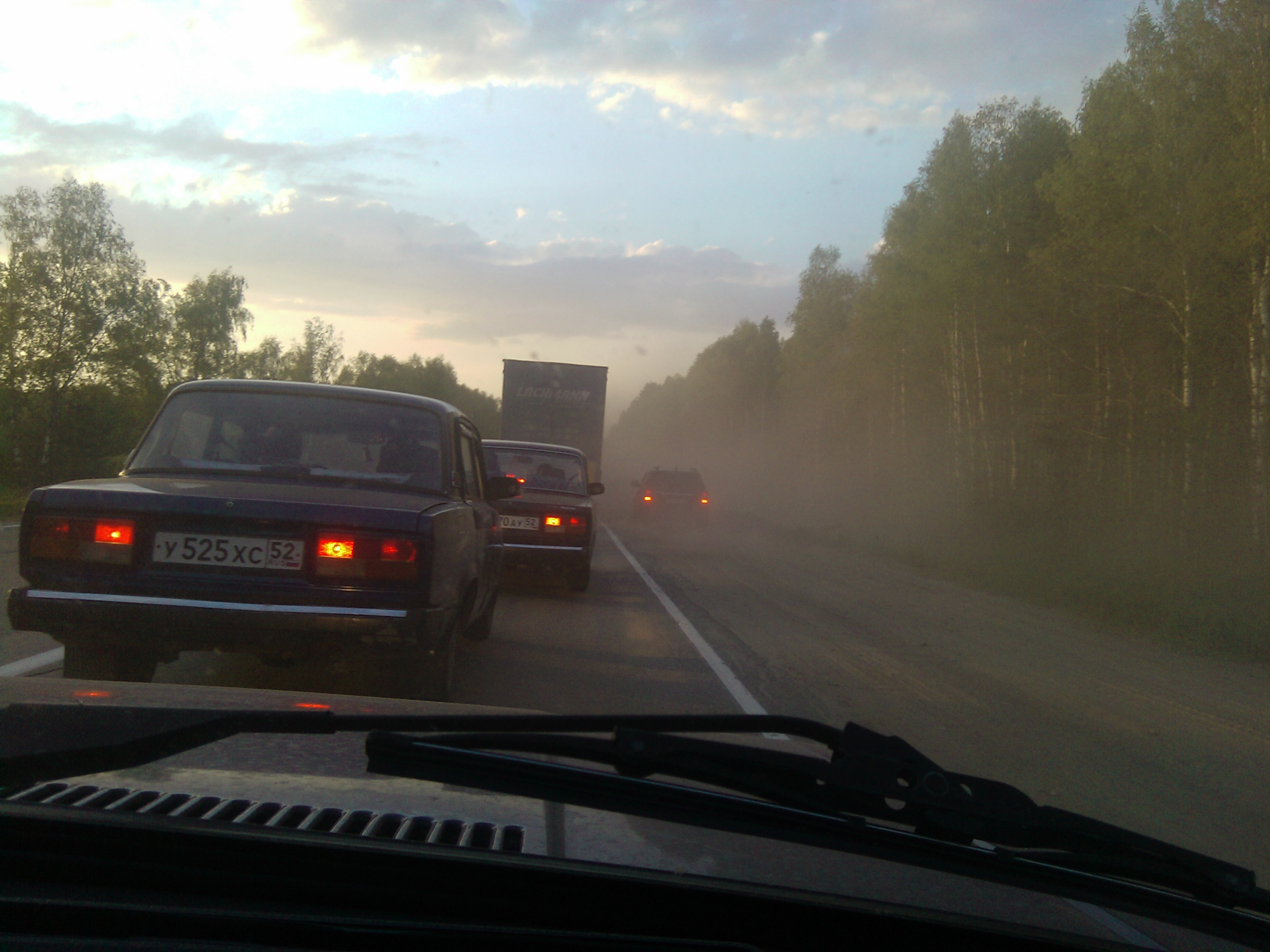
Корок з боку Арзамаса перед перетином з Південним обходом Нижнього Новгорода

Автошлях Р158 - автомобільна дорога федерального значення Нижній Новгород — Арзамас — Саранськ — Ісса — Пенза — Саратов. Покриття траси — асфальтове. Дорога практично на всьому протязі двосмугова без поділу зустрічних смуг. Протяжність траси становить близько 610 км.

## Загальні відомості
Траса Р158 простяглася на 648 кілометрів територією Мордовії, Нижегородської, Пензенської та Саратовської області. Дорога Р158 з'єднує між собою чотири великі адміністративні центри Росії. Автотраса Р158 починається в Нижньому Новгороді як продовження проспекту Гагаріна, який має вихід на іншу федеральну трасу М7 Волга. Автошлях Р158 до Арзамаса пролягає по пересіченій місцевості.
Траса Р158, прямуючи навколо Арзамаса, має вихід на автотрасу Р72 Володимир — Муром — Арзамас. Далі, в районі селища Шатки, приблизно на 146 кілометрах, до цього маршруту примикає дорога Перевіз – Шатки. Після цього в населеному пункті Лукоянів є поворот автотрасою Лукоянів — Первомайський і дорогу Гагіно — Лукоянів. На 216 кілометрі маршруту, в селищі Ужівка, до траси Р-158 примикає дорога Ужівка — Велике Болдине, а в районі села Починки є поворот автотрасою Саранськ — Ромоданово — Кемля — Починки.
У Саранську дорога на Саратов перетинається автотрасою Р180 Саранськ — Краснослободськ — Нові Висілки. Після Саранська автошлях Р158 перетинається з автострадою М5 «Урал» в районі селища Рамзай і проходить повз Пензу. Потім у районі Костянтинівки перетинається з трасою Р208 Тамбов — Пенза. Після цього через 105 кілометрів траса проходить повз Петровськ і ще через 102 кілометри досягає Саратова, де має вихід на автотрасу Р228 Саранськ — Саратов — Волгоград і дорогу А144 Курськ — Воронеж — Борисоглібськ.

## Розширення автодороги
Передбачається розширення траси на ділянці між Нижнім Новгородом та Арзамасом у зв'язку з будівництвом траси М12.
Заступник губернатора Нижегородської області Сергій Морозов вважає за необхідне розширити до чотирьох смуг трасу федерального значення Р158 Нижній Новгород — Саратов. З цією ініціативою чиновник виступив на Петербурзькому міжнародному економічному форумі, повідомляє прес-служба регіонального уряду.
Зараз Р158 від Нижнього Новгорода до майбутнього перетину зі швидкісною магістраллю М12 Москва — Казань має ділянки з двома смугами руху. Довести її відрізок протяжністю 57 км до чотирьох смуг влада має намір до 2024 року. Дорога буде використовуватись для під'їзду до столиці Приволжя від М-12.